# Daniel Caligiuri
Daniel Caligiuri, född 15 januari 1988, är en tysk fotbollsspelare som spelar för FC Augsburg.

## Karriär
Caligiuri började sin fotbollskarriär i BSV 07 Schweinningen, innan han 2001 gick till SV Zimmern. Caligiuri stannade i Zimmern i fyra år innan han gick vidare till SC Freiburgs akademi. Den 7 november 2009 debuterade Caligiuri i Bundesliga i en 2–1-vinst över VfL Bochum.
I april 2013 värvades Caligiuri av VfL Wolfsburg, där han skrev på ett fyraårskontrakt med start från säsongen 2013/2014. I Wolfsburg var han med och vann DFB-Pokal 2015.
Den 25 januari 2017 värvades Caligiuri av Schalke 04, där han skrev på ett 3,5-årskontrakt. I juni 2020 värvades Caligiuri av FC Augsburg, där han skrev på ett treårskontrakt.